# Dom na Mosfilmowskoj
Dom na Mosfilmowskoj (ros. Дом на Мосфильмовской) – rosyjski kompleks wieżowców zlokalizowany na moskiewskiej ulicy Pyrjewa, w pobliżu ulicy Mosfilmowskaja, od której wziął nazwę. Kompleks składa się z dwóch wieżowców o wysokości 213 m (54 kondygnacje) i 131 m (34 kondygnacje) oraz siedmiopiętrowego łącznika pomiędzy nimi.
Wieżowce zaprojektował moskiewski architekt Siergiej Skuratow, inwestorem budowy była rosyjska firma deweloperska Don-Stroy Group, która zleciła zaprojektowanie inwestycji jako samowystarczalnego osiedla mieszkaniowego wysokiej klasy.
Pierwotnie budowa budynku miała zostać zakończona w roku 2009, jednak ze względu na światowy kryzys w latach 2007-2009 i kłopoty finansowe dewelopera zdecydowano o wstrzymaniu budowy oraz przesunięciu terminu otwarcia na  koniec 2011 roku. Obecnie (2012) trwa sprzedaż mieszkań w kompleksie (cena za 1 m kw. - około 12 000 dolarów USA), w wyższym wieżowcu na skutek decyzji nadzoru budowlanego nie ukończono 5 pięter.